# Liam Mower
Liam Mower (Kingston upon Hull, 30 maggio 1992) è un ballerino e attore britannico.

## Biografia
Ha raggiunto la fama nel 2005 quando fu scelto per interpretare Billy Elliot nel musical tratto dall'omonimo film di Stephen Daldry. Il musical, con colonna sonora di Elton John, vedeva Mower alternarsi con James Lomas e George Maguire nel ruolo del giovane protagonista. Mower, Maguire e Lomas vinsero il Laurence Olivier Award al miglior attore in un musical per la loro performance in Billy Elliot. Mower è rimasto nel musical più a lungo dei suoi colleghi, ben 18 mesi.
Dal 2011 ha iniziato un sodalizio artistico con il coreografo Matthew Bourne e ha danzato in ruoli di spicco nelle sue produzioni dello Schiaccianoci (2011), Il lago dei cigni (2014) ed Edward mani di forbice (2015).